# Davy Sardou
Davy Sardou (1 de juny de 1978) és un actor francès fill de Michael Sardou, un gran cantautor francès. Va estudiar de jove en l'Actor's Studio de Nova York. Més tard Davy va debutar en França en 2001 en el teatre amb les comèdies de Joseph Kesselring. Entre les seues aparicions professionals cal destacar algunes participacions en diverses sèries de televisió.

## Teatre
- L'homme en question (2002)
- Secret de famille (2008)
- Oscar (2008)